# Kara-Suu
Kara-Suu (en kirghize : Кара-Суу) (signifiant Eau noire) est une rivière et une vallée dans le sud-ouest du Kirghizistan, dans la Vallée de Ferghana.
La vallée de Kara-Suu abrite deux villes avec des noms similaires. Le premier, à40° 42′ N, 72° 53′ E, a été divisée après l'époque soviétique entre le Kirghizistan et l'Ouzbékistan. La ville du Kirghizistan s'appelle Kara-Suu, et est un important centre industriel et commercial. Après la dissolution de l'Union soviétique, les autorités de l'Ouzbékistan ont détruit le principal pont sur le fleuve, mais les échanges transfrontaliers se poursuivirent au moyen d'un bac à traille qui convoie des marchandises et des personnes.
Kara-Suu reçoit une attention internationale en mai 2005 après les troubles en Ouzbékistan et dans la ville voisine, où se produisit le massacre d'Andijan, après lequel de nombreux réfugiés traversèrent la frontière kirghize.
L'autre ville est connue comme Kaindy-Kara-Su, au N 51,48 E 64,40.

## Personnalités liées à la localité
- Akhlidin Israilov, premier footballeur kirghiz à avoir inscrit un but dans une compétition internationale, est né à Kara-Suu en 1994.